# Forêt de Mahelma
La forêt de Mahelma ou forêt de Ouled Mendil ou forêt de Mactaâ Kheïra est une forêt située à Mahelma dans la région de la Mitidja, dans la wilaya d'Alger, en Algérie. Cette forêt est gérée par la Conservation des forêts d'Alger (CFA) sous la tutelle de la Direction générale des forêts (DGF).

## Localisation
La forêt de Mahelma est située à 18 kilomètres à l'est d'Alger, à 70 kilomètres à l'est de Tipaza et à 4 kilomètres de la Mer Méditerranée. Elle est localisée dans la commune de Mahelma dans la Wilaya d'Alger.

## Présentation
La forêt de Mahelma est régie par le décret no 84-45 du 18 février 1984, modifié et complété par le décret no 07-09 du 11 janvier 2007. Cette forêt est un massif forestier situé au sud-est de la commune de Mahelma,. La forêt de Mahelma est un plateau forestier qui a été réduit à 9,5 hectares à cause de l'extension urbaine.

## Reboisement

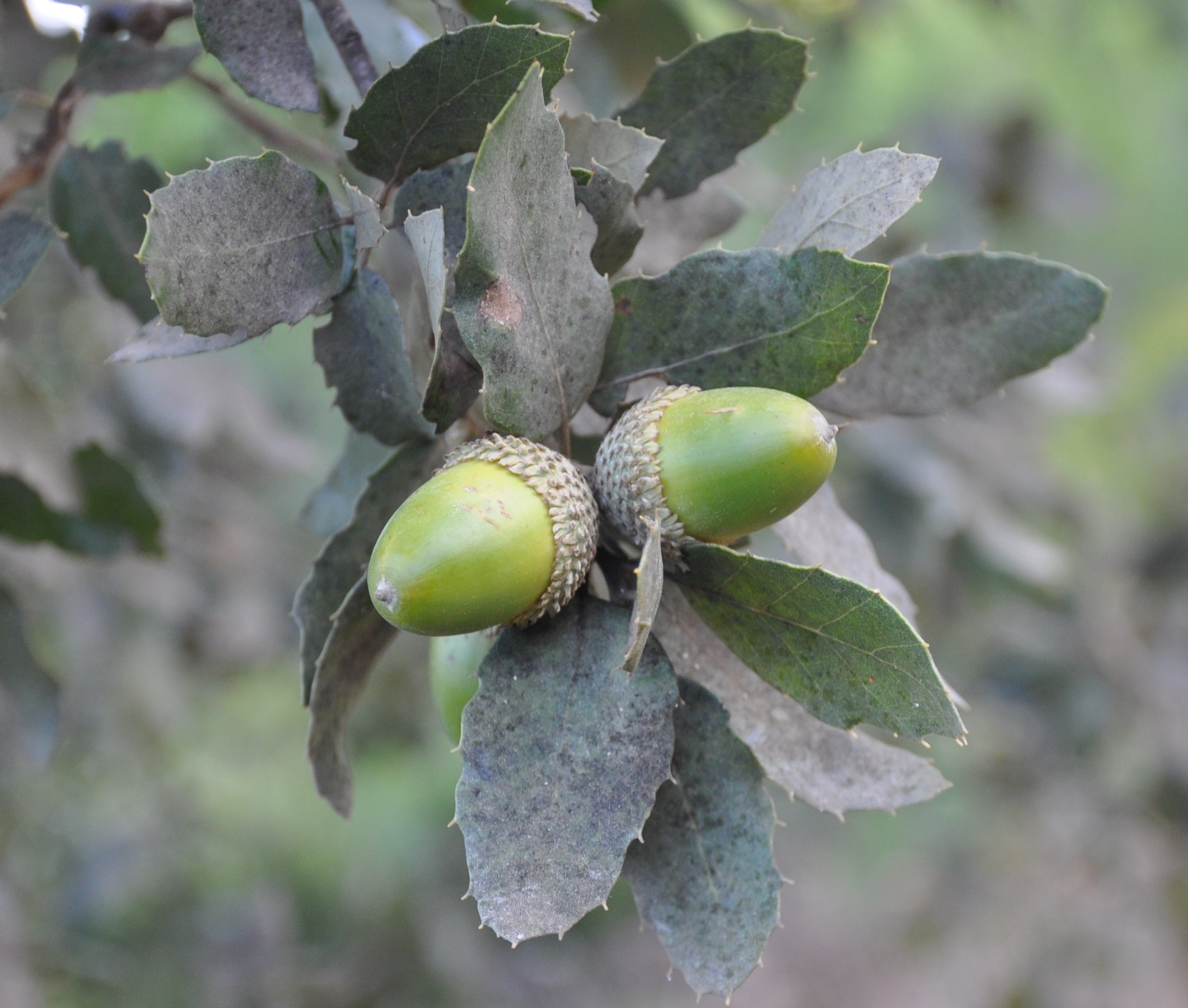
Fruits de chêne-liège.

La forêt de Mahelma a bénéficié du plan national de reboisement (PNR) pour la sauvegarder et mettre en valeur son potentiel forestier naturel. Une opération de plantation de 1 000 arbres y a été réalisée en 2013. Ce reboisement s'inscrit dans le programme de développement de l’environnement et de la reconstitution des espaces forestiers détruits par des facteurs exogènes sous la direction de la Conservation des forêts d'Alger. Les 1 000 arbustes mis en terre sur une superficie de 9 hectares entrent dans le programme de traitement des bassins versants des oueds algérois. Le choix des essences d'arbres à planter a porté sur les espèces prédominantes dans cette région forestière que sont le pin d’Alep, le cyprès et le chêne-liège.

## Faune
La faune de la forêt de Mahelma est riche en diversité zoologique, ornithologique et entomologique.

### Mammifères

#### Hérisson d'Algérie
On rencontre le hérisson d'Algérie (Atelerix algirus) dans cette forêt algéroise. C'est un hérisson à ventre blanc vivant dans les régions côtières d'Algérie. Il est de couleur pâle et pèse de 700 à 950 g. Ce hérisson est une espèce protégée sur tout le territoire algérien.

#### Lapin de garenne

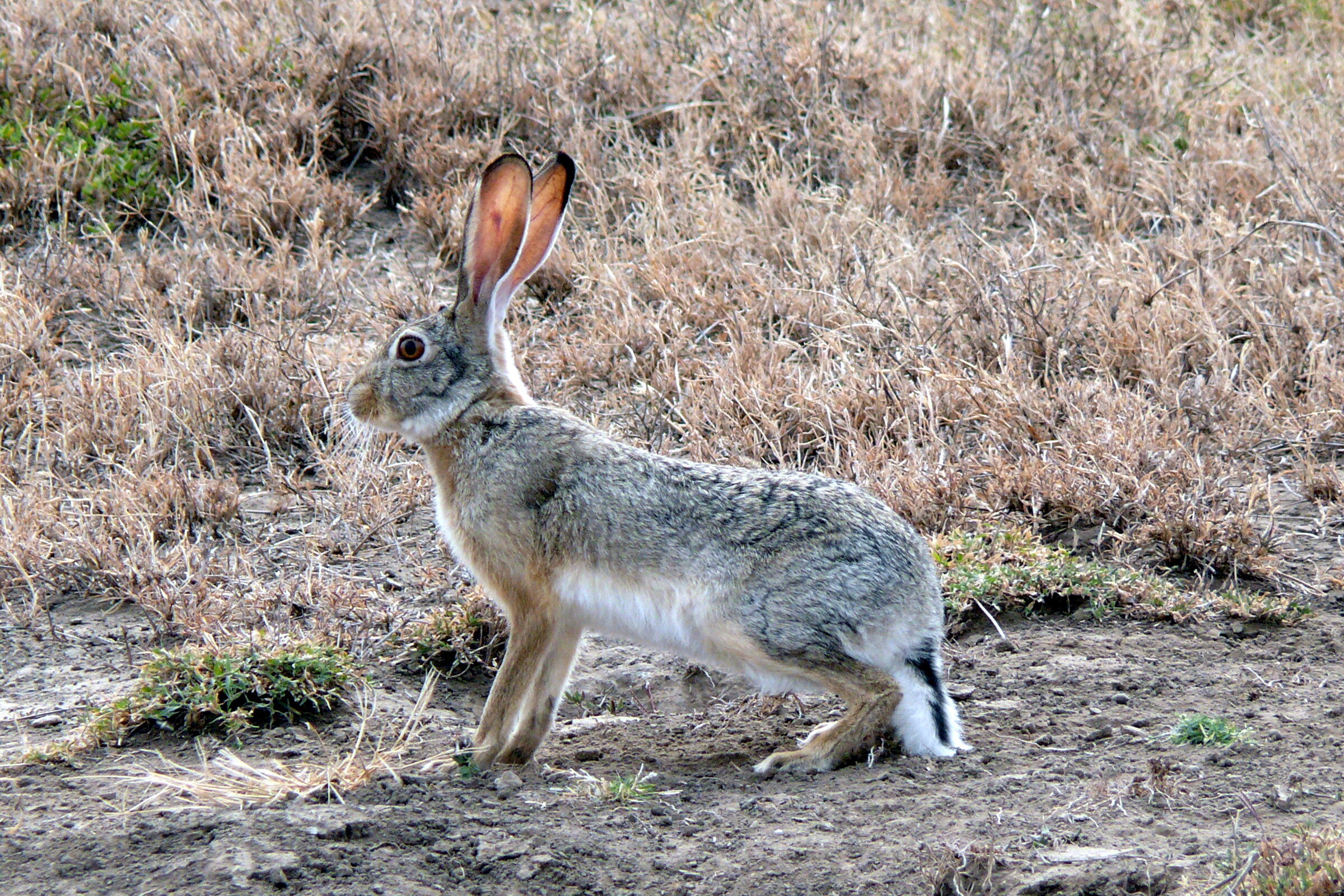
Lièvre du Cap

Le lapin de garenne (Oryctolagus cuniculus) est un mammifère lagomorphe ; les effectifs sauvages sont communs en Algérie mais en déclin.

#### Lièvre du cap
Le lièvre du cap (Lepus capensis) est un rongeur.

#### Sanglier
Le sanglier (Sus scrofa) colonise quasiment tous les habitats au niveau de cette forêt. Lorsque le sol est humide, cet animal retourne la terre grâce à ces forts butoirs à la recherche d’invertébré et les racines des plantes. Sa longévité varie entre 8 et 10 ans.